# Quận IV, Budapest
Quận IV, Budapest là một quận thuộc hạt főváros, Hungary. Quận này có diện tích 18,82 km², dân số năm 2010 là 98402 người, mật độ 5229 người/km².